# Дисфагия
Дисфа́гия (от др.-греч. δυσ — расстройство и др.-греч. φαγεῖν — есть, глотать) — расстройство акта глотания.

## Причины и клинические признаки
Причины дисфагии — воспалительные процессы полости рта, глотки, пищевода, гортани, средостения, инородные тела, рубцовые сужения и опухоли, диффузный спазм пищевода, нейролептическая терапия, некоторые нервные заболевания. Проявляется затруднением или невозможностью глотания, болями в момент глотания, попаданием пищи или жидкости в нос, гортань, трахею.

## Дифференциальная диагностика
Шкала для оценки симптоматики у пациента:
- 0 — дисфагии нет (нормальная диета без ограничений)
- 1 — затруднение с проглатыванием твёрдой пищи, жидкая пища не вызывает затруднений
- 2 — возможность глотать только жидкость
- 3 — трудности с проглатыванием жидкости или слюны
- 4 — полная дисфагия

## Лечение
Лечение:
1-й этап — установление причин дисфагии;
2-й этап — устранение причин, вызвавших дисфагию.